# カーソン・スミス
カーソン・ドナルド・スミス（Carson Donald Smith, 1989年10月19日 - ）は、アメリカ合衆国・テキサス州ミッドランド出身のプロ野球選手（投手）。右投右打。現在はFA。

## 経歴

### プロ入りとマリナーズ時代

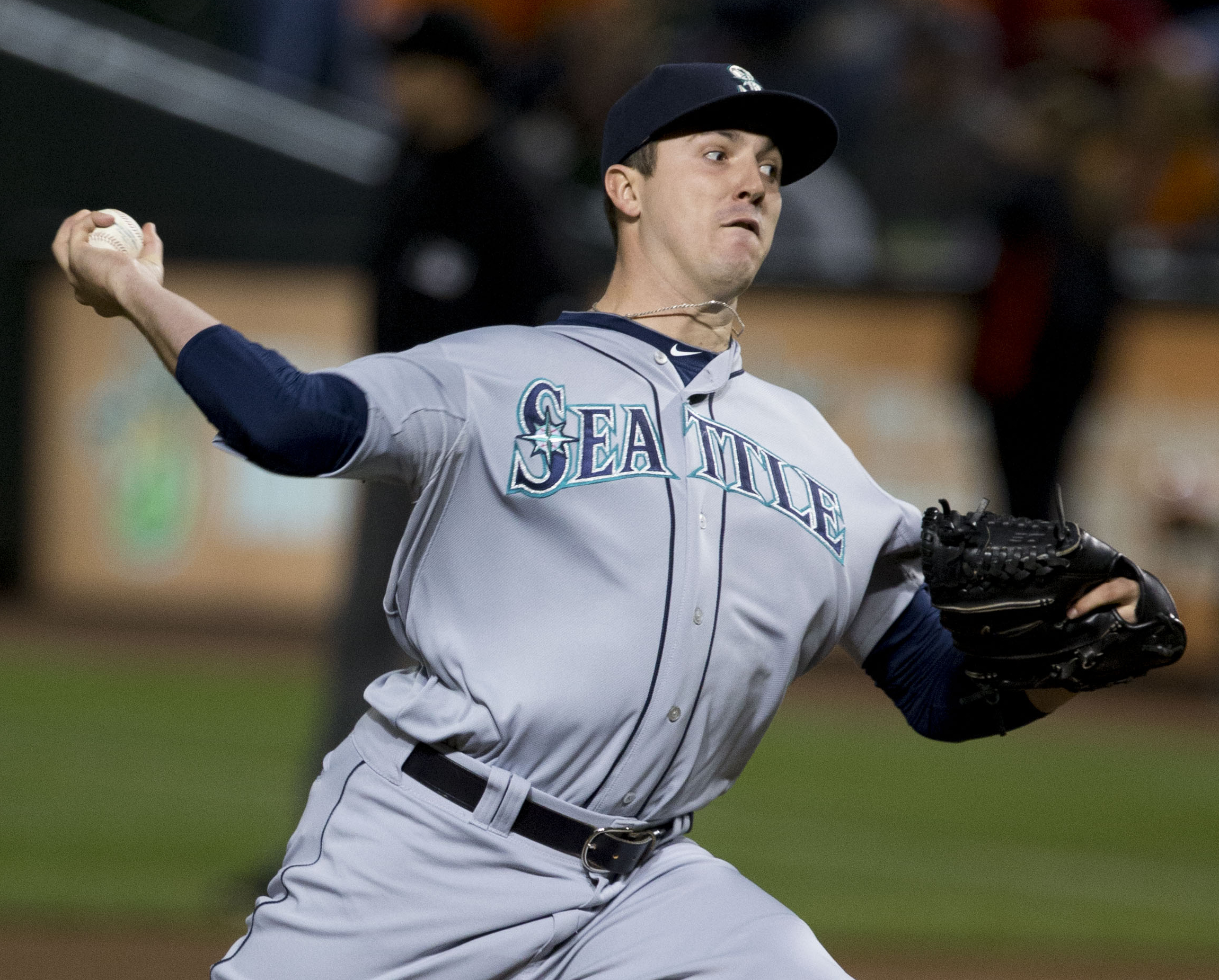
シアトル・マリナーズ時代
(2015年5月20日)

2011年のMLBドラフト8巡目（全体243位）でシアトル・マリナーズから指名され、8月15日に契約。
2012年、傘下のA+級ハイデザート・マーベリックスでプロデビュー。49試合に登板して5勝1敗15セーブ、防御率2.90、77奪三振を記録した。オフにはアリゾナ・フォールリーグに参加し、ピオリア・ハベリーナズに所属した。
2013年はAA級ジャクソン・ジェネラルズでプレーし、44試合に登板して1勝3敗15セーブ、防御率1.80、71奪三振を記録した。
2014年は開幕からAAA級タコマ・レイニアーズでプレーし、39試合に登板して1勝3敗10セーブ、防御率2.93、45奪三振を記録した。9月1日にマリナーズとメジャー契約を結んでアクティブ・ロースター入りし、同日のオークランド・アスレチックス戦でメジャーデビュー。5点ビハインドの8回裏2死から登板し、ジョシュ・ドナルドソンを二塁ゴロに抑えた。9月16日のロサンゼルス・エンゼルス・オブ・アナハイム戦では、2点ビハインドの4回裏から登板。2回を無安打無失点に抑えると、5回表にマリナーズが逆転したため、メジャー初勝利を挙げた。この年メジャーでは9試合に登板して1勝0敗、防御率0.00、10奪三振を記録した。
2015年はリリーフ陣の柱として頭角を現し、チーム最多・リーグ9位タイの70試合に投げた。一時クローザーとしても起用され、2勝5敗13セーブ、防御率2.31、WHIP1.01という成績を記録した。奪三振率は11.8であった。

### レッドソックス時代
2015年12月7日にウェイド・マイリー、ジョナサン・アロとのトレードで、ロエニス・エリアスと共にボストン・レッドソックスへ移籍した。
2016年3月21日に右肘の屈筋の張りを訴え、シーズン開幕から15日間の故障者リストに入ったが、その際のMRI検査では尺側側副靭帯に構造的な損傷は見られず、5月3日に故障者リストから復帰した。3試合に登板したが再び右肘痛を訴え、5月20日に15日間の故障者リストに入った後、24日にトミー・ジョン手術が必要と診断された。手術後の6月7日に60日間の故障者リストに移行された。
2017年は開幕から8月まで故障者リストで過ごし、マイナー（AA級ポートランド・シードッグス、AAA級ポータケット・レッドソックス）での調整登板を経て9月5日にメジャー復帰した。メジャーでは8試合に登板しただけで、防御率1.35・WHIP1.35を記録したほか、投球イニング以上の奪三振を記録して奪三振率9.5をマークした。なお、AA級ポートランドでは1試合の登板で防御率54.00、AAA級ポータケットでは10試合の登板で防御率4.15、トータルでは11試合のリリーフ登板で防御率6.00・1勝2敗・WHIP1.78という成績だった。
2018年は開幕からメジャーに帯同していたが5月15日のアスレチックス戦、クリス・デービスに本塁打を打たれた後に降板を告げられると、怒りのあまりグラブを叩きつけ、それが原因で右肩を故障した。直後に故障者リスト入りすると、6月下旬に手術を受け、以降には復帰できなかった。。この年は18試合に登板して1勝1敗、防御率3.77、18奪三振を記録した。オフの11月1日にFAとなったが、マイナー契約で再契約し、2019年のスプリングトレーニングは招待選手として参加することになった。
2019年はAAA級ポータケットの故障者リストで開幕を迎えた。6月18日に肩の怪我の回復のため登板なく放出された。

## 投球スタイル
右投げのサイドスロー。最速球速96.6mph（約155km/h）・平均93mph（約150km/h）のシンカーと、平均85mph（137km/h）のスライダーの2球種を主に使用し、ゴロと三振の山を築くグラウンドボールピッチャー。

## 詳細情報

### 年度別投手成績
| 年 度    | 球 団    | 登 板 | 先 発 | 完 投 | 完 封 | 無 四 球 | 勝 利 | 敗 戦 | セ 丨 ブ | ホ 丨 ル ド | 勝 率 | 打 者 | 投 球 回 | 被 安 打 | 被 本 塁 打 | 与 四 球 | 敬 遠 | 与 死 球 | 奪 三 振 | 暴 投 | ボ 丨 ク | 失 点 | 自 責 点 | 防 御 率 | W H I P |
| -------- | -------- | ----- | ----- | ----- | ----- | -------- | ----- | ----- | -------- | ----------- | ----- | ----- | -------- | -------- | ----------- | -------- | ----- | -------- | -------- | ----- | -------- | ----- | -------- | -------- | ------- |
| 2014     | SEA      | 9     | 0     | 0     | 0     | 0        | 1     | 0     | 0        | 3           | 1.000 | 29    | 8.1      | 2        | 0           | 3        | 0     | 0        | 10       | 0     | 0        | 0     | 0        | 0.00     | 0.60    |
| 2015     | SEA      | 70    | 0     | 0     | 0     | 0        | 2     | 5     | 13       | 22          | .286  | 284   | 70.0     | 49       | 2           | 22       | 4     | 7        | 92       | 6     | 0        | 19    | 18       | 2.31     | 1.01    |
| 2016     | BOS      | 3     | 0     | 0     | 0     | 0        | 0     | 0     | 0        | 0           | ----  | 11    | 2.2      | 2        | 0           | 1        | 0     | 0        | 2        | 0     | 0        | 1     | 0        | 0.00     | 1.13    |
| 2017     | BOS      | 8     | 0     | 0     | 0     | 0        | 0     | 0     | 1        | 0           | ----  | 27    | 6.2      | 7        | 0           | 2        | 0     | 0        | 7        | 0     | 0        | 1     | 1        | 1.35     | 1.35    |
| 2018     | BOS      | 18    | 0     | 0     | 0     | 0        | 1     | 1     | 0        | 5           | .500  | 64    | 14.1     | 14       | 2           | 6        | 0     | 0        | 18       | 0     | 0        | 6     | 6        | 3.77     | 1.40    |
| MLB：5年 | MLB：5年 | 108   | 0     | 0     | 0     | 0        | 4     | 6     | 14       | 30          | .400  | 415   | 102.0    | 74       | 4           | 34       | 4     | 7        | 129      | 6     | 0        | 27    | 25       | 2.21     | 1.06    |

- 2020年度シーズン終了時

### 年度別守備成績
| 年 度 | 球 団 | 投手（P） | 投手（P） | 投手（P） | 投手（P） | 投手（P） | 投手（P） |
| 年 度 | 球 団 | 試 合     | 刺 殺     | 補 殺     | 失 策     | 併 殺     | 守 備 率  |
| ----- | ----- | --------- | --------- | --------- | --------- | --------- | --------- |
| 2014  | SEA   | 9         | 0         | 1         | 0         | 0         | 1.000     |
| 2015  | SEA   | 70        | 11        | 6         | 1         | 0         | .944      |
| 2016  | BOS   | 3         | 0         | 0         | 0         | 0         | ----      |
| 2017  | BOS   | 8         | 0         | 1         | 0         | 0         | 1.000     |
| 2018  | BOS   | 18        | 3         | 1         | 0         | 0         | 1.000     |
| MLB   | MLB   | 108       | 14        | 9         | 1         | 0         | .958      |

- 2020年度シーズン終了時

### 背番号
- 39（2014年 - 2018年）